# مكملات ما قبل التمرين
مكملات ما قبل التمرين (بالإنجليزية: Pre-workout)‏ هو مصطلح عام لمجموعة من المنتجات التكميلية لكمال الأجسام، والتي يستخدمها رياضيو كمال الأجسام ورفع الأثقال لتعزيز الأداء الرياضي. يتناول الرياضيون تلك المكملات لزيادة القدرة على التحمل والطاقة والتركيز أثناء التمرين. تحتوي مكملات ما قبل التمرين على مجموعة متنوعة من المكونات مثل الكافيين والكرياتين، تختلف حسب المنتج. يمكن تناولها بأشكال متنوعة حيث تتوافر في صورة كبسولات ومساحيق. ظهرت تلك المكملات لأول مرة في السوق في عام 1982، ومنذ ذلك الحين نمت شعبيتها. تحتوي بعض تلك المكملات على مكونات ذات تأثيرات ضارة. على الرغم من عدم حظر هذه المنتجات، إلا أن إدارة الغذاء والدواء في الولايات المتحدة (FDA) تحذر المستهلكين منها وتحثهم على توخي الحذر عند تناول تلك المكملات.

## التاريخ
في عام 1982، أنتج دان دوشين [الإنجليزية] أول نوع من مكملات ما قبل التمرين، وكان يُسمى Ultimate Orange، في فينيس، كاليفورنيا. وسرعان ما أصبح ذلك المُنتج شائعًا بين لاعبي كمال الأجسام.
بين أواخر التسعينيات وأوائل القرن الحادي والعشرين، ذكر المستهلكون لتلك المكملات أن العنصر النشط فيها والمسمى إيفيدرا تسبب في ارتفاع ضغط الدم، والسكتات الدماغية، والنوبات، وعدم انتظام ضربات القلب، والنوبات القلبية.
في أوائل العقد الأول من القرن الحادي والعشرين، ابتكرت شركات المكملات أشكالًا أكثر فاعلية من تلك المكملات، والتي تُسبب تضخم الأوعية الدموية مؤقتًا، مما يُعطي رافعي الأثقال قوة لحظية مؤقتة، تسمى هذه المكملات Arginine AKG وArginine Malate وCitrulline.
في عام 2005، قام الكيميائي باتريك أرنولد بصياغة أحد مكملات ما قبل التمرين يحتوي على مكون جديد يسمى DMAA (ديميثيل أمين أمين dimethylamylamine). سرعان ما اكتسب مُنتج Jack3d سمعة سيئة بسبب فعاليته، ولكن يُشتبه في أن تركيزاته العالية من DMAA تُسبب ضيقًا في التنفس وألمًا في الصدر وخطرًا متزايدًا للإصابة بالنوبات القلبية. لذا فقد قامت إدارة الغذاء والدواء بحظر Jack3d في عام 2012.

## المكونات
تتوفر مكملات ما قبل التمرين بأشكال مختلفة مثل الأقراص والكبسولات والسوائل والمساحيق. هناك تداخل كبير بين المكونات المستخدمة في خلطات مكملات ما قبل التمرين والمكملات الأخرى المخصصة لفقدان الوزن، وتحسين الحالة المزاجية، على الرغم من أن بعض المكونات موجودة فقط في المنتجات المخصصة للمساعدة في كمال الأجسام أو التدريب الرياضي. عُثر على بعض المكونات مثل الكافيين والكرياتين وبيتا-ألانين في جميع خلطات مكملات ما قبل التمرين تقريبًا، ولكن كل منتج يحمل علامة تجارية هي "مزيج خاص" بمتوسط 18 مكونًا مختلفًا، ويمكن أن تختلف التركيبة الدقيقة ونسبها بشكل كبير بين المنتجات المختلفة.
- إفيدرين (عادة مستخلص من إيفيدراEphedra) كان مكونًا شائعًا في العديد من مكملات ما قبل التمرين في التسعينيات وأوائل العقد الأول من القرن الحادي والعشرين، وأحيانًا مع الكافيين والأسبرين (ما يسمى ب ECA stack)، ومع ذلك، بعد العديد من التقارير عن الآثار الجانبية الخطيرة وبعض الوفيات، قامت إدارة الغذاء والدواء الأمريكية في عام 2004 بحظره للاستخدام في المكملات الغذائية في جميع أنحاء الولايات المتحدة الأمريكية، وقد سنت العديد من البلدان الأخرى حظرًا مماثلًا.
- الكافيين Caffeine هو الآن أحد أكثر المكونات شيوعًا، وُجد في إحدى الدراسات أنه موجود في 86٪ من أعلى مكملات ما قبل التمرين مبيعًا.[12] وهو أحد أشهر مكونات مكملات ما قبل التمرين، لأنه يزيد من اليقظة والتركيز الذهني والطاقة. يمكن استخدام مُركبات ذات صلة مثل ثيوفيلين theophylline أو ثيوبرومين theobromine (في بعض الأحيان تكون "مستخلص من الكاكاو").[13]
- ميثيل هكسانامين Methylhexanamine، معروف باسم DMAA، هو منبه آخر استُخدم على نطاق واسع لبعض الوقت بديلًا أو مكملًا للكافيين.[14] حذرت إدارة الغذاء والدواء الأمريكية من أن DMAA "معروف بأنه يعمل على تضييق الأوعية الدموية والشرايين، مما قد يرفع ضغط الدم وقد يؤدي إلى نوبة قلبية وأعراض تتراوح من ضيق التنفس وضيق الصدر إلى النوبات القلبية". يُعد DMAA أيضًا منبهًا محظورًا وفق وكالة مكافحة المنشطات الأمريكية. بعد الحظر واسع النطاق لـ DMAA، جرى استبداله في بعض الحالات بمركبات مماثلة مثل DMBAو أوكتودرين octodrine وtuaminoheptane أو DEPEA لكن لها آثار جانبية مماثلة.[15]
- السكريات Carbohydrates عادة ما تكون موجودة، غالبًا في مزيج بسيط من السكريات مثل الجلوكوز والسكريات قليلة التعدد oligosaccharides مثل مالتوديكسترين التي من المفترض أن توفر طاقة لمدة أطول. وتُستخدم السكريات لتوفير طعم حلو إضافة إلى الطاقة للتمرين، على الرغم من أن الأدلة على ما إذا كانت تعزز أداء التمرينات غير مؤكدة.[16][17]
- البروتينات عادة في شكل مسحوق مستساغ مثل بروتين مصل اللبن أو بروتين الأرز، تستخدم أيضًا بشكل شائع للمذاق ولنمو العضلات واستعادتها.[18][19]
- الكهرل Electrolytes تمد الجسم بالصوديوم والبوتاسيوم والمغنسيوم (وغالبًا ما يكون يوجد عناصر أخرى مثل الزنك والكالسيوم والحديد إلخ بكميات قليلة)، وغالبًا ما تُستخدم لتعويض العناصر المفقودة بسبب التعرق أثناء التمرينات الرياضية الشديدة، وتكون مزيجًا من الأملاح المختلفة، بما في ذلك أحيانًا الأشكال الغريبة مثل zinc monomethionine aspartate أو calcium fructoborate التي من المفترض أن تُمتص بشكل أفضل أو لها خصائص خاصة أخرى.
- أملاح النترات، تستخدم أملاح النترات بشكل شائع (غالبًا ما تُستخلص من "الشمندر الأحمر beetroot ") لفوائدها المفترضة لزيادة التحمل. يتحقق ذلك أحيانًا باستخدام أملاح النترات لمكونات أخرى (مثل نترات الأرجينين ونترات الكرياتين).[20]
- الكرياتين Creatine، هو مادة كيميائية طبيعية تُنتجها الكلى والكبد، وهو عنصر شائع آخر في مكملات ما قبل التمرين. وهو يُحسن الأداء البدني وكذلك يزيد القوة في بعض الحالات.[21][22]
- بيتا-ألانين β-Alanine هو عنصر شائع آخر وُجد أنه موجود في 87٪ من تركيبات مكملات ما قبل التمرين الشهيرة. يُستخدم بيتا-ألانين لتقليل التعب أثناء ممارسة التمارين عن طريق زيادة تركيز كارنوزينcarnosine في العضلات مما يمنع إجهاد العضلات.[23]
- الأحماض الأمينية Branched-chain amino acids، مثل ليوسين، وإيزوليوسين وفالين تستخدم عادة لخصائصها في تغذية العضلات وتخفيف ألم ما بعد التمرين، غالبًا تُستخدم جنبًا إلى جنب مع الأحماض الأمينية الأخرى مثل جلوتامين الذي يُعتقد أن له تأثيرات مُساعدة. وغالباً ما تكون الجرعة الموجودة في المنتجات التجارية أقل من الجرعة الفعالة المثلى.[24][25][26][27][28]
- بيتا-هيدروكسي بيتا-ميثيل بيوتريك β-hydroxy-β-methylbutyrate قد يُستخدم في بعض الأحيان كعنصر في بعض المنتجات،[29][30] على الرغم من أنه باهظ التكلفة بالنسبة لمعظم خلطات مكملات ما قبل التمرين التجارية.
- أرجنين Arginine (في بعض الأحيان على صورة أرجينين ألفا كيتوغلوتارات arginine alpha-ketoglutarate)، يستخدم أيضًا بشكل شائع على صورة أكسيد النيتروجين nitric oxide ويُفترض أنه يعزز هرمون النمو وإفراز عامل النمو IGF-1، على الرغم من أن الدراسات أظهرت فوائد محدودة.[31][32]
- أورنيثين Ornithine أو L-Ornithine L-aspartate يُستخدم أحيانًا بديلًا أو بالإضافة إلى الأرجينين، وله خصائص مشابهة بشكل عام.[33]
- Citrulline (أحيانًا يُسمى "مستخلص البطيخ") يستخدم بديلًا أو مكملًا للأرجينين، ويُزعم أنه يقلل من ألم ما بعد التمرين.[34]
- Agmatine غالبًا ما يستخدم أيضًا كبديل أو مكمل للأرجينين.[35]
- جمض التورين Taurine هو أيضًا عنصر شائع في مكملات ما قبل التمرين، ويمكن استخدامه كمكمل غذائي بمفرده. وهو مشابه للكرياتين في المساعدة في تضخم العضلات يزث ييد من القدرة على التحمل ويقلل من تلف العضلات ويساعد في التعافي بشكل أسرع.[36][37]
- تيروسين Tyrosine أو سابقه N-Acetyl-L-tyrosine تُستخدم بشكل شائع لتعزيز مستويات الدوبامين والـ نورإبينفرينnoradrenaline.[38] قد تحتوي بعض العلامات التجارية على ليفودوباL-Dopa (عادةً ما يُستخلص من الميقونةMucuna pruriens)،[39] ولكنه يُصنف على أنه دواء يحتاج إلى وصفة في العديد من البلدان.
- 5-هيدروكسي التريبتوفان 5-HTP (غالبًا كمستخلص من الغريفونية بسيطة الأوراق Griffonia simplicifolia) يُضمَّن أحيانًا لتعزيز مستويات السيروتونين.
- الكولين Choline غالبًا ما يستخدم كمكون لزيادة مستويات أسيتيل كولين وS-أدينوسيل الميثيونين، عادة ما يكون على صورة بيتارترات الكولين bitartrate، أو في أشكال معقدة مثلalpha-GPC وciticoline أو phosphatidylcholine.
- Theanine غالبًا ما يستخدم كعنصر ضمن مكملات ما قبل التمرين (أحيانًا يُستخلص من "الشاي الأخضر")، يُستخدم من أجل تحسين الأداء العقلي والجسدي، وتقليل القلق.[40][41]
- Piperine (عادةً يُستخلص من "الفلفل الأسود") غالبًا ما يُستخدم لتحسين امتصاص المكونات الأخرى، وقدرته المفترضة على تحسين تعافي العضلات.[42][43]
- فيتامينات ب، هي من العناصر الشائعة في مكملات ما قبل التمرين، وأشهرها فيتامين B3 وفيتامين ب12 في صور مختلفة، وأيضًا فيتامين ب1 thiamine (أحيانا يكون فيتامين ب1 على صورة سولبوتيامين)،[44] فيتامين ب5 وحمض الفوليك (فيتامين ب9). هناك فيتامينات أخرى مثل فيتامين سي وفيتامين دي3 أو فيتامين هـ لكنها أقل استخدامًا.
- كارنتين Carnitine أو سابقه أسيتيل الكارنتين تُضاف أحيانًا إلى المزيج لقدرتها المفترضة على تحسين أداء التمرين والمساعدة على التعافي، على الرغم من ضعف الأدلة على هذه الفوائد.[45][46]
- Betaine (trimethylglycine) غالبًا ما يستخدم كعنصر، على الرغم من الأدلة المحدودة على الفعالية في زيادة الأداء الرياضي.[47][48]
- الفينيثيلامينات Phenethylamines مثل فينيثيلامينβ-phenethylamine، وβ-Methylphenethylamine، وديتيرينول، وhalostachine، وN-methyltyramine، وhordenine أوسينفرينsynephrine (أحيانًا تُستخلص من"النارنج") يمكن تضمينها كمولد حرارة لتساعد في تقليل الوزن.[49]
- Higenamine (norcoclaurine) غالبًا ما يضاف لفقدان الوزن وخصائصه المنشطة الخفيفة.[50]
- ريسفيراترول Resveratrol ومتعدد الفينول polyphenols (عادة تُستخلص من "بذور العنب") غالبًا ما تُستخدم لأنها مضادات للأكسدة ولحرق الدهون.[51]
- يوهمبين Yohimbine يُستخدم أيضًا كعنصر (غالبًا ما يكون مستخلص من فلحاء اليوهمبPausinystalia johimbe)، يستخدم لتقوية هرمون التستوستيرون وعامل لفقدان الدهون،[52][53][54] لكنه له آثار جانبية خطيرة، وهو أيضًا دواء يحتاج إلى وصفة في العديد من البلدان.[55]
- Phenibut يوجد أحيانًا كعنصر من مكونات مكملات ما قبل التمرين، لتقليل القلق وزيادة مستويات الدوبامين بشكل مفترض،[56] على الرغم من أنه يصنف الآن كدواء أو عقار خاضع للرقابة في العديد من البلدان.
- Phenylpiracetam يستخدم أيضًا في بعض الأحيان كمكون لتأثيره المنشط للذهن.[57]
- كابسيسين Capsaicin يستخدم أحيانًا كعنصر في تركيبات مكملات ما قبل التمرين، سواء كمساعد لفقدان الوزن أو لتحسين القدرة على التحمل.[58]
- مستخلصات الأعشاب Adaptogenic مثل جنكة بيلوباGinkgo biloba، والجنسنغ الآسيوي Panax ginseng، وRhodiola rosea وهوبيرزين أ Huperzine A (من Huperzia serrata) يتم تضمينها أحيانًا لقدرتها المفترضة على تحسين القدرة على التحمل، على الرغم من الأدلة المحدودة على الفعالية. المستخلصات النباتية الأخرى مثل الحسك الأرضي Tribulus terrestris وعشبة الماكا Lepidium meyenii (Maca) قد يتم تضمينها أيضًا لقدرتها المفترضة على زيادة مستويات هرمون التستوستيرون، على الرغم من عدم وجود دليل على الفعالية.
- الفرمونات Prohormones مثل ديهيدرو إيبي أندروستيرون (DHEA)، وCDMA، و1-androstenediol و7α-methyl-19-norandrostenedione كانت تستخدم على نطاق واسع في تركيبات مكملات ما قبل التمرين قبل عام 2014 حتى جرى حظرها رسميًا. هذه المركبات ليست عوامل ابتنائية في حد ذاتها، ولكن تتحول إلى ستيرويد ابتنائي من النوع الذي لم يكن محظورًا في ذلك الوقت. على الرغم من حظر معظم الفرمونات المعروفة الآن، فإن المركبات الجديدة من هذا النوع أو المركبات الأقدم التي لم تُسرد ببساطة كمكونات، لا تزال موجودة في بعض الأحيان في منتجات مكملات ما قبل التمرين التي لا تستلزم وصفة طبية، وهي سبب متكرر لفشل اختبار الأدوية غير المقصود للرياضيين في المنافسات الرياضية.[59]
- معدلات مستقبلات الأندروجين (بالإنجليزية: Selective androgen receptor modulators)‏ (SARMs) مثل enobosarm وligandrol في بعض الأحيان يُعثر عليها ضمن مكونات مكملات ما قبل التمرين، وفي كثير من الأحيان لا يُعلن عنها بدقة في قائمة المكونات.[60]

## بيع مكملات ما قبل التمرين
تُباع مكملات ما قبل التمرين في مجموعة متنوعة من العلامات التجارية. تتضمن بعض الاختلافات في منتجات مكملات ما قبل التمرين الشائعة خيارات خالية من السكر وخالية من الكرياتين وخالية من المنشطات. بلغ حجم السوق لمنتجات مكملات ما قبل التمرين قرابة 2.7 مليار دولار في عام 2008.
قد يعني الافتقار إلى وجود لوائح لتنظيم استخدامها أن المكونات المستخدمة في تحضير المنتج قد لا تكون عالية الجودة والنقاء. وهذا يعني أن الجرعة المذكورة في المكونات لا تتطابق مع التركيب الفعلي للمزيج. غالبًا ما تكون المستخلصات النباتية على وجه الخصوص مغشوشة أو متفاوتة الجودة، ولكن قد يفترض المصنعون أنها نقية ومتسقة. قد تتلوث مساحيق البروتين المستخدمة في تحضير المزيج أحيانًا بالميلامين، وهو مادة بلاستيكية تضاف أحيانًا لإنتاج نتائج إيجابية خاطئة لمحتوى النيتروجين. وجد أن ما يصل إلى 50٪ من خلطات مكملات ما قبل التمرين التي جرى تحليلها في دراسة واحدة ملوثة بالميلامين.

## الفوائد المزعومة

### التأثير على العضلات
تُعزى زيادة القدرة على التحمل في المقام الأول إلى الكميات الكبيرة من الكافيين في مكملات ما قبل التمرين. يعمل الكافيين المبتلع كمضاد لمستقبلات الأدينوزين، والذي يعمل على تقليل الألم العام الذي يعاني منه الرياضي والسماح لهم بالعمل لفترات أطول من الوقت.
أظهرت مكملات ما قبل التمرين أنها تقلل الوقت الذي تستغرقه العضلات للتعافي من التمارين المكثفة، مما يسمح للرياضيين بتقليل الوقت بين جلسات التدريب. يرتبط التحسن في استعادة العضلات بالسلسلة المتفرعة من الأحماض الأمينية (BCAAs) الموجودة في مكملات ما قبل التمرين، على وجه الخصوص، الجلوتامين.

### فوائد أخرى
أظهرت مكملات ما قبل التمرين أنها تجعل الرياضيين يشعرون بمزيد من النشاط أثناء التمرين، لكن مستويات الطاقة الأعلى تستند إلى الحكم الذاتي ولا يوجد دليل كمي يُذكر على زيادة الطاقة. يرتبط التحسن في الطاقة المُتصورة بكميات كبيرة من الكافيين الموجودة عادة في مكملات ما قبل التمرين.
تُظهر الدراسات أيضًا أن الكافيين في مكملات ما قبل التمرين يُحسن التركيز واليقظة لدى الرياضيين كما لوحظ ذلك من خلال تقليل وقت رد الفعل في بيئات مختلفة.

## الآثار الجانبية
مكملات ما قبل التمرين التي تحتوي على ما بين 91 إلى 227 مللي-جرام من بيكربونات الصوديوم لكل رطل قد تُسبب مشاكل في الجهاز الهضمي.
قد يشعر أولئك الذين تناولوا مكملات ما قبل التمرين التي تحتوي على بيتا-ألانين بالوخز. وهذا الإحساس يسمى تشوش الحس. قد تسبب المكملات التي تحتوي على تركيزات كبيرة من النياسين احمرار الوجه والدوخة.
ومن عيوب استخدام مكملات ما قبل التمرين:
- التحفيز الزائد غير المرغوب فيه
- الجفاف
- عدم انتظام دقات القلب (تسارع ضربات القلب)
- ارتفاع ضغط الدم (يحتمل أن يؤدي إلى سكتة دماغية أو نوبة قلبية )
- الإدمان
- الأرق
- تعب الغدة الكظرية
- الفشل في اختبار المخدرات (اعتمادًا على المكونات، وإذا كان رياضيًا منافسًا في رياضة معينة)

## إدارة الغذاء والدواء
تمتلك إدارة الغذاء والدواء الأمريكية (FDA) الحد الأدنى من التحكم عند تنظيم المكملات الغذائية مثل مكملات ما قبل التمرين. يتحمل مصنعو المنتجات مسؤولية التحقق من أن المكملات الغذائية آمنة للاستهلاك. تمنع القيود المالية إدارة الغذاء والدواء من اختبار المكملات الغذائية قبل دخولها السوق. بمجرد أن يتوفر المكمل للبيع، تكون إدارة الغذاء والدواء مسؤولة عن توثيق ومراقبة تقارير الشركة المصنعة للتأثيرات الضارة. ويلتزم المصنعون بالإبلاغ عن الآثار الضارة الموثقة إلى إدارة الغذاء والدواء.
توصي إدارة الغذاء والدواء الأمريكية بالتحدث مع أخصائي الرعاية الصحية قبل استخدام المكملات الغذائية. يمكن أن يكون للمكونات الموجودة في مرحلة ما قبل التمرين آثار جانبية سلبية أو موانع مع الأدوية الأخرى. قد يكون لتناول المكملات الغذائية عواقب مهددة للحياة إذا جرى تناولها مع ظروف صحية موجودة مسبقًا. تنص القوانين الفيدرالية على أنه لا يلزم إعلان أن المكمل آمن وفقًا لمعايير إدارة الغذاء والدواء عند تسميته. تقوم معظم الشركات بتوظيف شركات خارجية لتحديد محتويات المكمل الخاص بهم للتأكد من أنه يعزز الأداء الرياضي. يساعد هذا أيضًا في ضمان خلو المكونات الموصوفة للمنتج من المواد غير القانونية.